# Squalius squalus

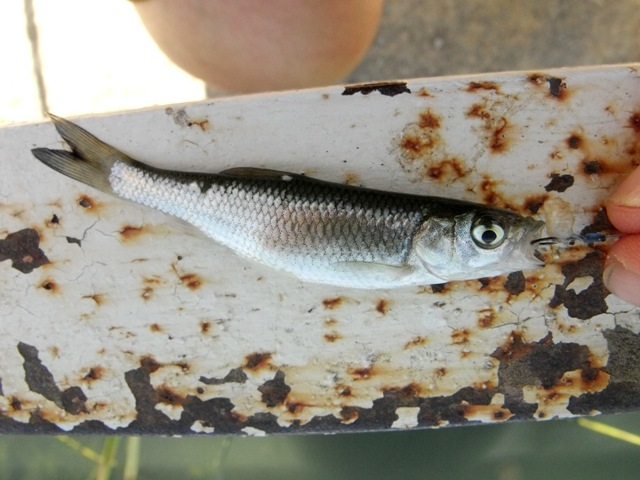
Individuo giovanile

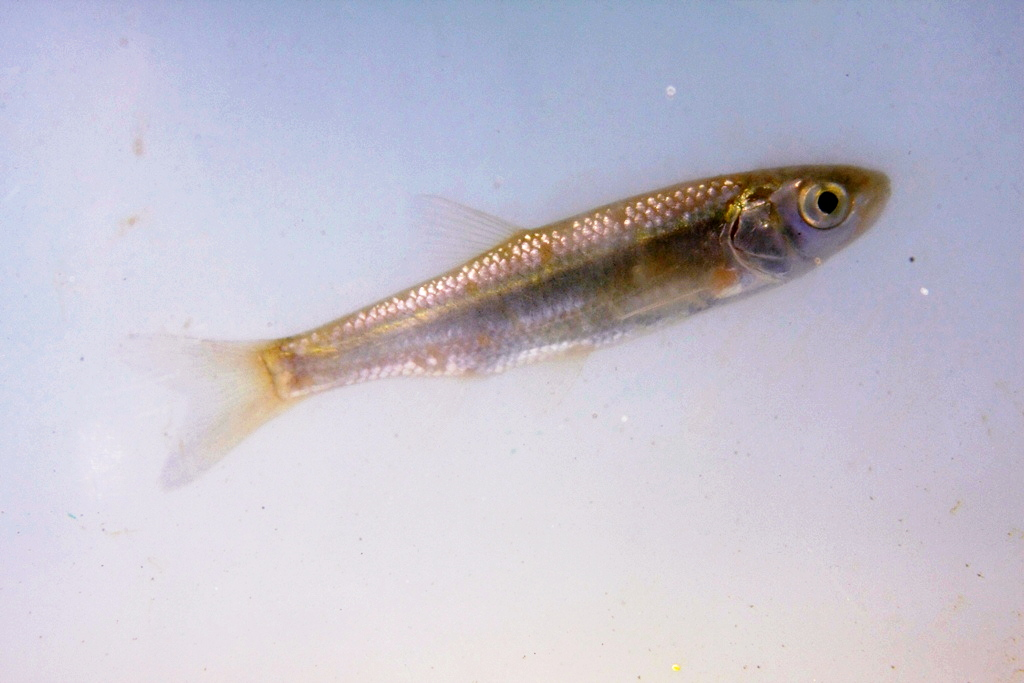
Ibrido tra S. squalus e Alburnus arborella noto come "sampierolo" e in passato considerato buona specie (Leuciscus lapacinus)

Squalius squalus (Bonaparte, 1837), noto comunemente come cavedano italico è un pesce osseo d'acqua dolce appartenente alla famiglia Cyprinidae.

## Distribuzione e habitat
Questa specie è endemica dell'Italia e della fascia costiera dalmata fino alla Croazia meridionale. Le popolazioni dei laghi di Scutari e di Ocrida, precedentemente ascritte a questa specie, sono ora classificate come S. platyceps. Sono presenti popolazioni, probabilmente introdotte, nel sud della Francia. In Italia è autoctono di gran parte delle regioni peninsulari, arrivando a fino ai fiumi Savuto e Crati in Calabria, mentre è stato introdotto più a Sud e in Sicilia ma non, almeno fino al 2010, la Sardegna. Tutti i cavedani d'Italia non appartenenti alla specie Squalius lucumonis, molto localizzata nelle regioni tirreniche dell'Italia centrale, ed eccettuate le popolazioni di Squalius cephalus di origine alloctona, appartengono a questa specie.
Si tratta di una specie ubiquitaria, diffusa praticamente in tutti gli ambienti d'acqua dolce, dai torrenti con acque fresche della parte inferiore delle zona della trota ai piccoli corsi di collina, ai tratti planiziari dei grandi fiumi e ai canali. È presente anche nei laghi. Ha una notevole tolleranza ambientale e può popolare anche ambienti fortemente atropizzati, degradati e acque pesantemente inquinate. L'habitat nel quale ha le densità maggiori sono le acque limpide con fondali ciottolosi e ghiaiosi dei laghi di medio grandi dimensioni e del tratto collinare dei fiumi.

## Descrizione
Ha corpo slanciato e fusiforme, di struttura robusta, solo leggermente compresso lateralmente. La testa è abbastanza grande e la bocca, in posizione mediana è anch'essa grande e dotata di labbra carnose. Le scaglie sono grandi. La pinna dorsale e la pinna anale ha il bordo dritto o solo leggermente arrotondato; la pinna caudale è ampia e biloba, con una profonda incisione centrale. 
La livrea è uniforme, argentea sul dorso che degrada progressivamente al bianco del ventre, può avere riflessi e sfondo variabili secondo l'ambiente, da verdastro a bruno o bronzeo. Le scaglie hanno di solito un bordo scuro posteriore che conferisce al pesce un aspetto reticolato. Le pinne sono incolori (nei giovani) o grigie, comprese le pinne ventrali e la pinna anale, questo costituisce la più evidente differenza con il cavedano europeo, nel quale queste pinne hanno tonalità rossastre. Le pinne caudale e dorsale hanno spesso un bordo scuro, specie nei grandi esemplari, questo carattere è evidente soprattutto osservando il pesce in acqua. Infine l'assenza di colorazione giallastra nelle pinne pari e nell'anale distingue con relativa certezza questo pesce dal congenere cavedano etrusco, che di solito invece presenta questa colorazione. 
La taglia massima raggiunge eccezionalmente i 60 cm per un peso massimo superiore ai 3 kg. Raggiunge le massime dimensioni nei laghi mentre nei corsi d'acqua minori la taglia massima può essere molto modesta.

## Biologia
Sembra che la longevità possa superare i 15 anni.

### Comportamento
Si tratta di una specie gregaria che tende a formare banchi nelle fasi giovanili mentre con l'età tende a diventare più solitaria anche se aggregazioni di grossi individui possono essere talvolta osservate nelle acque superficiali, specie dei laghi. Nei mesi freddi tende a stazionare nelle buche più profonde dei fiumi e nelle parti a maggior profondità dei laghi.

### Alimentazione
È un animale onnivoro e generalista, la dieta comprende sia materiali vegetali che qualunque animale vertebrato o invertebrato che possa essere ingerito. Gli adulti di grosse dimensioni tendono a nutrirsi soprattutto di altri pesci. Una parte consistente della dieta è composta di alimenti di origine terrestre come frutti e semi e anfibi e loro larve. La grande plasticità alimentare è uno dei motivi del successo ecologico di questa specie.

### Riproduzione
La riproduzione avviene in primavera-estate fra aprile e luglio in base alle condizioni di temperatura delle acque. In occasione della frega i cavedani si riuniscono in gruppi e possono effettuare brevi migrazioni riproduttive verso monte per raggiungere gli idonei siti riproduttivi caratterizzati da acqua bassa e a corrente veloce con fondale ghiaioso o sassoso. Nei laghi spesso risalgono gli affluenti per un breve tratto ma possono riprodursi anche lungo le rive lacustri a fondale ghiaioso. La deposizione delle uova avviene in gruppi con evoluzioni rumorose che producono vistosi schizzi d'acqua. Ogni femmina può produrre fino a 50.000 uova per chilogrammo di peso che si schiudono in 10-12 giorni. Gli avannotti stazionano lungo le rive in acqua bassissima. La maturità sessuale viene raggiunta a 1-3 anni nei maschi e a 3-5 anni nelle femmine.
Può ibridarsi con numerosissimi altri ciprinidi. In particolare l'ibrido tra cavedano italico e alborella è stato a lungo considerato buona specie denominata "sampierolo" (Leuciscus lapacinus) e si incontra pressoché ovunque le specie parentali siano in simpatria.

## Pesca
Si tratta probabilmente della specie ittica d'acqua dolce più pescata in Italia dai pescatori sportivi. Può essere insidiato con praticamente tutte le tecniche di pesca, sia con esche naturali che con esche artificiali inclusa la pesca a mosca e la pesca a spinning. È apprezzato dai pescatori sportivi per l'astuzia e il carattere sospettoso che lo rendono, nonostante l'onnipresenza e il fatto che accetti praticamente tutte le esche, un avversario difficile e ricercato. Per la pesca commerciale non ha alcun valore. Le carni, che non hanno odore di fango, hanno un buon sapore ma sono ricche di lische che rendono difficile il consumo.

## Conservazione
Si tratta di una specie largamente diffusa con popolazioni abbondanti, molto adattabile e che tollera anche un certo inquinamento delle acque per cui la sua situazione non desta alcuna preoccupazione. La Lista Rossa IUCN classifica questa specie come "a rischio minimo". Nel bacino del Po si sono localmente verificate delle rarefazioni del cavedano italico a causa della competizione con l'aspio e della predazione da parte di grandi predatori alloctoni come il siluro e il lucioperca ma non tali da compromettere lo stato di conservazione della specie, che rimane una delle poche specie autoctone a non essere in declino ma ad assistere a un'espansione del suo areale.

## Tassonomia
La specie Squalius albus considerata endemica del lago Trasimeno da Kottelat e Freyhof è da considerarsi un sinonimo di S. squalus.